# Scylaticus degener
Scylaticus degener là một loài ruồi trong họ Asilidae. Scylaticus degener được Schiner miêu tả năm 1868. Loài này phân bố ở miền Ấn Độ - Mã Lai.